# Acoleomerus
Acoleomerus är ett släkte av skalbaggar. Acoleomerus ingår i familjen vivlar.
Kladogram enligt Catalogue of Life:
| Acoleomerus | \| \| Acoleomerus rufofasciatus \| \| \| \| |
|             | \| \| Acoleomerus rufofasciatus \| \| \| \| |
|             | Acoleomerus rufofasciatus                   |
|             |                                             |